# Dominique A
Dominique A, pseudonimo di Dominique Ané (Provins, 6 ottobre 1968), è un cantautore e chitarrista francese.

## Discografia
- 1991: Le Disque sourd
- 1992: La Fossette
- 1993: Si Je Connais Harry
- 1995: La Mémoire Neuve
- 1999: Remué
- 2001: Auguri
- 2002: Le Détour (boxset)
- 2004: Tout Sera Comme Avant
- 2006: L'Horizon
- 2007: Sur nos forces motrices (live)
- 2009: La Musique
- 2012: Vers les lueurs